# Cerca-la-Source (gemeente)
Cerca-la-Source (Haïtiaans-Creools: Sèka Lasous) is een stad en gemeente in Haïti met 56.500 inwoners. De plaats ligt 23 km ten oosten van de plaats Hinche. Het is de hoofdplaats van het gelijknamige arrondissement in het departement Centre.
Er wordt koffie, limoenen en suikerriet verbouwd. Ook wordt er vee en bijen gehouden. Verder wordt er goud gevonden.

## Indeling
De gemeente bestaat uit de volgende sections communales:
| Nr. | Naam              | Km²    | Inw.2015 |
| --- | ----------------- | ------ | -------- |
| 1   | Acajou Brûlé No 1 | 135,42 | 20.431   |
| 2   | Acajou Brûlé No 1 | 131,43 | 23.575   |
| 3   | Lamielle          | 78,15  | 12.526   |